# سینماهای گودریچ کوالیتی
سینماهای گودریچ کوالیتی (انگلیسی: Goodrich Quality Theaters) یک گروه سینمایی در ایالات متحده آمریکا است.
این شرکت که در سال ۱۹۳۰ تأسیس شده دارای ۳۱ مجموعه سینمایی و ۲۸۷ سالن می‌باشد.

## سینماها

### فلوریدا
- Riverview 14 GDX • گیبسونتون، فلوریدا

### ایلینوی
- Kendall 11 GDX • آسویگو، ایلینوی
- Randall 15 IMAX • بتیویا، ایلینوی
- Savoy 16 IMAX • ساووی، ایلینوی
- Willow Knolls 14 • پئوریا، ایلینوی

### ایندیانا
- Brownsburg 8 GDX • براونزبورگ، ایندیانا
- Eastside 9 • لافیت، ایندیانا
- Hamilton 16 IMAX + GDX • نوبلزویل، ایندیانا
- Huntington 7 • هانتینگتون، ایندیانا
- Huntington Twin Drive-In Theater • هانتینگتون، ایندیانا
- Lafayette 7 • لافیت، ایندیانا
- Lebanon 7 • لبنان، ایندیانا
- Portage 16 IMAX + GDX • پورتیج، ایندیانا
- Wabash Landing 9 • لافایت غربی، ایندیانا

### میشیگان
- Ada-Lowell 5 • لوول، میشیگان
- Bay City 10 GDX • بی سیتی، میشیگان
- Cadillac 5 • کادیلاک، میشیگان
- Canton 7 GDX • کانتون، میشیگان
- Grand Haven 9 • گرندهیون، میشیگان
- Hastings 4 • هستینگز، میشیگان
- Holland 7 • هلند، میشیگان
- Jackson 10 • جکسون، میشیگان
- Kalamazoo 10 • کالامزو، میشیگان
- Krafft 8 • پورت هارون، میشیگان
- Oxford 7 • آکسفورد، میشیگان
- Quality 16 • ان آربر، میشیگان
- Quality 10 GDX • سگینو، میشیگان
- Three Rivers 6 • تری ریورز، میشیگان
- West Columbia 7 • بتل‌کریک، میشیگان

### میزوری
- Capital 8 • جفرسون‌سیتی
- Forum 8 • کلمبیا، میزوری